# 坎農西托 (新墨西哥州里奧阿里巴縣)
坎農西托（英語：Cañoncito）是位於美國新墨西哥州里奧阿里巴縣的非建制地區。

## 地理
坎農西托所處的海拔為高於海平面1897米（即6224英呎），而該地所採用的時區為UTC-7，即北美山地时区（MST）。同時該地設有夏令時間，為UTC-7調快一小時，即UTC-6（MDT）。